# 가리야성

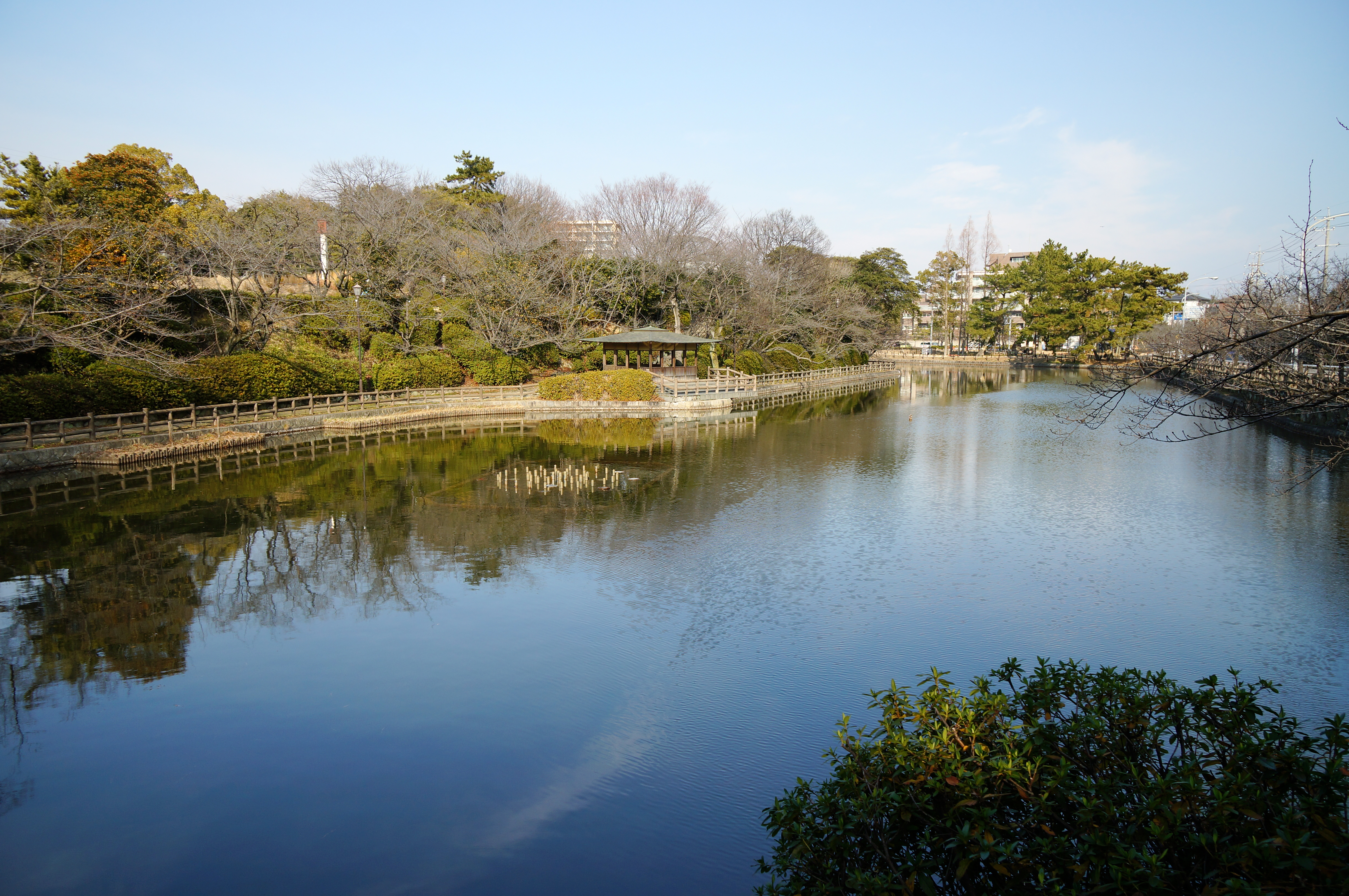
가리야 성

가리야성(일본어: 刈谷城 카리야조[*])은 일본 미카와국 헤키카이 군 가리야 (지금의 아이치현 가리야시)에 있었던 성이었다. 축성 당시의 한자 표기는 刈屋城이었으나, 1950년 가리야 정이 시로 승격한 이후에는 한자 표기가 바뀌었다. 15세기의 가리야 고성과, 센고쿠 시대 중에 세워진 가리야 성 두 개를 모두 가리키는 말이다.

## 가리야 고성
가리야 고성 또는 원(元) 가리야 성은 지금의 가리야 시 덴노 1정목에 있었던 성이었다. 1469년 ~ 1486년 사이에 미즈노 사다모리에 의해 축성되었다. 1533년에 미즈노 다다마사가 새로운 성을 건설함에 따라 철거되었으며, 그 자리는 주택과 밭으로 구성되어 있으며, 남쪽 인근에 혼가리야 신사가 있다.

## 가리야 성
가리야 성은 지금의 가리야 시 조 1정목(城1町目)에 있었던 성이었다. 고로모가우라(미카와 국과 지타반도의 사이에 위치해 있었던 곳)의 북단 쪽에 지어져, 서쪽에서 동쪽 순으로 혼마루, 성곽 등이 있었으며, 천수각은 존재하지 않았으나 북서쪽과 동남쪽에 스미야구라가 있었고, 주변을 흙벽으로 에워싸 혼마루를 형성하고, 니노마루와의 사이에는 내부 해자와 우마다시가 있었다.

### 역사
1533년 미즈노 다다마사가 축성하였다. 축성 후 다다마사는 본거지를 오가와에서 가리야로 옮기고, 도쿠가와 이에야스의 생모 오다이노 가타를 마쓰다이라 히로타다와 결혼시켜 오카자키성으로 출가시킨다. 오다이노 가타는 아버지 다다마사가 죽은 후, 오빠 미즈노 노부모토가 이마가와 씨를 배신하고 오다 씨와 동맹을 맺게 됨에 따라 마쓰다이라 씨에서 추방된 후에도 가리야 성 인근의 히사마쓰 씨와 재혼하여 여생을 보냈다.
1575년까지 가리야 성은 노부모토가 다스렸으나, 사쿠마 노부시게의 모함으로 인하여 노부나가에게 다케다 신겐과 노부모토의 내통을 의심받아 이에야스에게 살해당하고 말았으며, 가리야 성은 사쿠마 노부시게의 소유가 되었다. 그러나 노부시게도 노부나가에 의해 추방되어, 노부모토의 막내 동생 미즈노 다다시게가 성주가 되어 미즈노 씨의 영토를 회복하였다. 다다시게, 가쓰나리, 다다키요 등 5대 100여년의 미즈노 씨 시대를 거쳐 1632년 후코즈 마쓰다이라가가 입성하였으며, 1649년에는 히사마쓰 마쓰다이라가, 1651년에는 이나가키씨, 1702년에는 아베씨, 1710년에는 혼다 헤이하치로가, 1712년에는 미우라씨 등이 차례차례 성주가 되었다. 1747년부터는 도이 도시나가의 후손인 도이씨가 입봉하였으며, 1871년 폐번치현을 끝으로 성은 철거되었다.

## 같이 보기
- 가리야 번 (미카와 국)